# Don Sharpless
Don Sharpless (* 8. Januar 1933; † 2. August 2017) war ein US-amerikanischer Tonmeister.

## Leben
Sharpless begann seine Karriere Anfang der 1970er Jahre und hatte sein Filmbedüt 1970 mit Paul Newmans Drama Sie möchten Giganten sein, wo er als im Abspann nicht genannter Tonassistent an der Tonangel tätig war. Er arbeitete in der Folge an zwei Western als Tonassistent und begann, auch an Fernsehproduktionen mitzuwirken. So war er unter anderem an sechs Folgen der Krimiserie Banacek und 12 Folgen der Serie Baretta als Tontechniker beteiligt. 1976 war er für Robert Wises Katastrophenfilm Die Hindenburg gemeinsam mit Leonard Peterson, John A. Bolger Jr. und John L. Mack für den Oscar in der Kategorie Bester Ton nominiert, der Preis ging in diesem Jahr jedoch an Steven Spielbergs Horrorfilm Der weiße Hai.
Bis Anfang der 1980er Jahre wirkte er gleichermaßen an Film- und Fernsehproduktionen mit. Unter anderem arbeitete er an den Walter-Matthau-Komödien Hausbesuche und Buddy Buddy mit. Zwischen 1983 und 1996 war er nur noch für das Fernsehen tätig, unter anderem bei den Serien Airwolf und Fame – Der Weg zum Ruhm. 1987 war er gemeinsam mit Murray McFadden, Michael Stone und Fred Tator für die Tonabmischung einer Folge von Fame – Der Weg zum Ruhm für den Primetime Emmy nominiert. Ab 1988 bis zu deren Einstellung 1996 arbeitete er an 172 Episoden der Krimiserie Mord ist ihr Hobby mit Angela Lansbury mit.

## Filmografie (Auswahl)
- 1970: Sie möchten Giganten sein (Sometimes a Great Notion)
- 1972: Keine Gnade für Ulzana (Ulzana’s Raid)
- 1973: Die Geier warten schon (Showdown)
- 1975: Die Hindenburg (The Hindenburg)
- 1976: Sag’ ja zur Liebe (Gable and Lombard)
- 1977: Schlappschuß (Slap Shot)
- 1978: Hausbesuche (House Calls)
- 1980: Tracy trifft den lieben Gott (Oh, God! Book II)
- 1980: Einmal Scheidung, bitte! (The Last Married Couple in America)
- 1981: Buddy Buddy
- 1981: S.O.B. – Hollywoods letzter Heuler (S.O.B.)
- 1982: Kalte Wut (Forced Vengeance)

## Auszeichnungen (Auswahl)
- 1976: Oscar-Nominierung in der Kategorie Bester Ton für Die Hindenburg